# Амфилохий (Радович)
Митрополи́т Амфило́хий (серб. Mитрополит Амфилохије, в миру Ри́сто Ра́дович, серб. Ристо Радовић; 7 января 1938, село Баре Радовича, Нижняя Морача, Королевство Югославия — 30 октября 2020, Подгорица) — епископ Сербской православной церкви, митрополит Черногорский и Приморский. С 15 ноября 2009 по 22 января 2010 года был местоблюстителем Сербского патриаршего престола. Член Союза писателей Сербии и Черногории. Будучи правящим архиереем главной епархии СПЦ в Черногории, принимал активное участие в политической жизни страны, до 2006 года входившей в союз с Сербией: выступал с позиций сербско-черногорского унионизма, отрицая существование черногорцев как отдельной от сербов нации, отказывался регистрировать СПЦ в Черногории, поддерживал просербские и пророссийские политические силы страны.
Тезоименитство — 6 декабря (святителя Амфилохия Иконийского).

## Биография

### Образование и начало церковного служения
Родился 7 января 1938 года в селе Баре Радовича в Нижней Мораче (община Колашин в Черногории) от отца Чира и матери Милевы (урождённой Бакич); при крещении получил имя Ристо.
При монастыре Морача окончил начальную школу. Учился в Баре и монастыре Морача. В 1958 году окончил Белградскую духовную семинарию. В 1962 году окончил Богословский факультет Белградского университета; учился на философском факультете Белградского университета по специальности классическая филология, затем в Берне (Швейцария) и в Риме.
В 1967 году в Афинах митрополитом Кефалинийским Прокопием был пострижен в монашество с именем Амфилохий. Им же в 1968 году рукоположён во священника в городе Аргостолионе (Греция), в том же году возведён в сан архимандрита. В 1968—1973 годах осуществлял пастырское служение в приходах Спата и Коропион (Греция).
17 июня 1973 года защитил докторскую диссертацию «Тайна Святой Троицы по учению св. Григория Паламы» (на греческом языке).
Год провёл на Святой Горе, откуда был направлен преподавать в Париж в Свято-Сергиевский православный богословский институт. Большое влияние на него оказали архимандрит Иустин (Попович), богослов и духовник, и святогорский старец Паисий Святогорец.
С 1976 года преподаватель на кафедре православной педагогики в Белградской духовной академии Иоанна Богослова.

### Архиерейство, политическая деятельность в Черногории
В мае 1985 года избран епископом Банатским с кафедрой в городе Вршац. 16 июня того же года состоялась его архиерейская хиротония, которую совершили патриарх Сербский Герман, митрополит Кефаллинийский Прокопий (Элладская церковь), епископ Жичский Стефан (Боца), епископ Шумадийский Савва (Вукович) и епископ Далматинский Николай (Мрджя).
30 декабря 1990 года был возведён в сан митрополита Черногорского и Приморского, Зетско-Брдского и Скендерийского и экзарха Священного трона Печского. В Цетине в 1992 году была возобновлена работа Цетинской духовной семинарии, закрытой в 1945 году. Основал журнал «Светигора», а также одноимённый издательский центр. Обновил и построил заново большое количество церквей и монастырей в Черногории, что способствовало значительному увеличению числа священнослужителей и монахов в епархии.
6 мая 2006 года по специальному приглашению прибыл на IV Всезарубежный собор РПЦЗ, открывшийся на следующий день. 9 мая, не дожидаясь окончания Собора, отбыл в свою епархию, ссылаясь на тяжёлое положение православия на Балканах.
Ввиду госпитализации патриарха Павла с 13 ноября 2007 года Архиерейский собор Сербской церкви, открывшийся 15 мая 2008 года в Белграде, постановил временно передать функции предстоятеля Архиерейскому синоду во главе с митрополитом Амфилохием.
В день кончины патриарха Павла, 15 ноября 2009 года, на экстренном заседании Архиерейского синода Сербской церкви избран местоблюстителем патриаршего престола.
С 21 мая по 18 ноября 2010 года являлся временным администратором Рашско-Призренской епархии.
Назвал гей-парад в Белграде 10 октября 2010 года «ядом, который разливается по улицам Белграда», добавив, что он «страшнее урана». Митрополит заявил также, что Содом заразил «современную цивилизацию» и «поднялся на пьедестал божества», в связи с чем призвал бойкотировать шествие. Представители ЛГБТ обвинили митрополита Амфилохия в гомофобии: член комитета по защите прав секс-меньшинств Сербии Невена Петрушич потребовала извинений, в противном случае пригрозив судебным разбирательством. Митрополит отказался приносить извинения.
26 мая 2011 года была образована Буэнос-Айресская епархия, включающая в себя приходы в Южной и Центральной Америке. Администратором новосозданной епархии был назначен митрополит Амфилохий. В связи с этим он часто посещал сербские приходы в Латинской Америке и освящал новые сербские храмы.
За фразу «кто уничтожит церковь, да уничтожит Бог его самого и его потомство» был обвинён в попытке разжигания ненависти и проклятия правительства Черногории, в связи с чем 23 июня 2011 года был вызван в суд, который по требованию митрополита перенесён на более позднее время.
11 февраля 2015 года в академическом актовом зале ректор Санкт-Петербургской духовной академии архиепископ Петергофский Амвросий (Ермаков) вручил митрополиту Амфилохию докторский крест и диплом о присвоении степени почётного доктора Санкт-Петербургской православной духовной академии.
Активно выступал против вступления Черногории в НАТО
В октябре 2015 года в Шамбези возглавлял делегацию Сербской православной церкви во время Пятого Всеправославного предсоборного совещания.
По мнению аналитиков, стоял за решением Сербской церкви в конечном итоге принять участие во Всеправославном соборе на Крите в июне 2016 года. В 2018 году критиковал неучастие Московского патриархата во Всеправославном соборе.
В ряде своих выступлений осуждал действия Вселенского патриархата на Украине, в частности, заявив: «Его [патриарха Варфоломея] властолюбие привело к великим бедам на Украине, к разделению, которое является катастрофическим для будущего не только Украины и всех славянских народов, но в то же время и для всего православия», «Константинопольский патриарх не вправе называть себя главой Православной Церкви, как это написано в украинском томосе. У Церкви есть только один глава — это Христос».

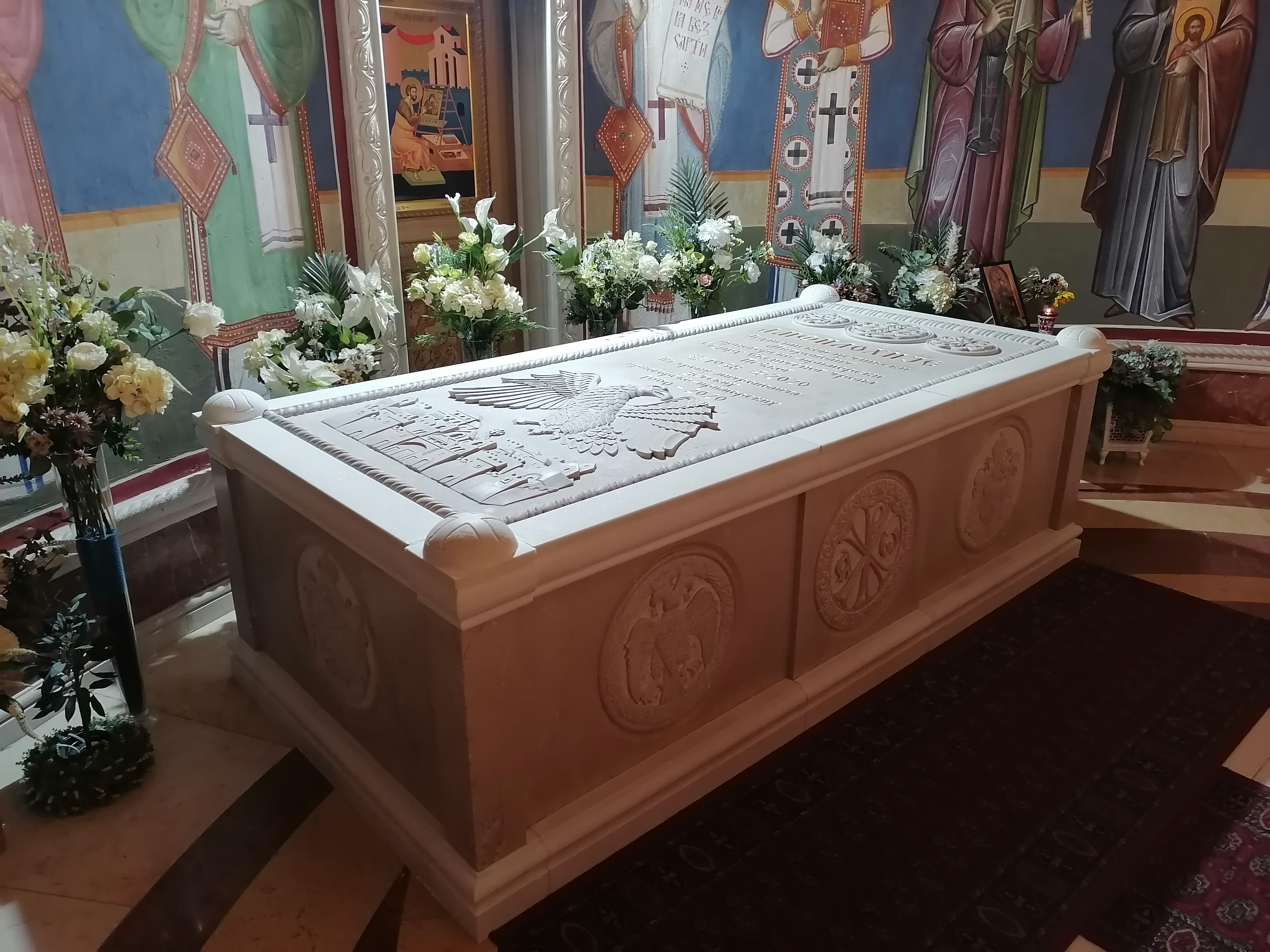
Могила митрополита Амфилохия, Собор Воскресения Христова (Подгорица).

В январе 2019 года правящая Демократическая партия социалистов Черногории (ДПС) осудила митрополита Амфилохия за «примитивные и похабные выпады», которыми он во время своей проповеди перед подгорицким Воскресенским собором на Рождество Христово, по мнению ДПС, оскорбил и унизил «верующих Черногорской церкви, себя самого, а прежде всего высокий церковный сан митрополита»; ДПС обратилась в государственные органы Черногории, призвав их установить наличие в инциденте элементов языка вражды (среди прочего, митрополит Амфилохий в своём слове осудил правительство Черногории за «создание лжецеркви», признание Косова и присоединение к санкциям против России). Ходатайства о возбуждении против него уголовного дела по статьями 169 и 370 Уголовного кодекса Черногории в связи с данным инцидентом подали в прокуратуру Черногории также другие общественные организации Черногории.
В последние месяцы жизни активно противодействовал политике президента Черногории Джукановича, в ходе избирательной кампании 2020 года открыто публично агитировал голосовать за коалицию оппозиционных партий, по мнению некоторых наблюдателей де-факто возглавив просербскую и прорусскую оппозицию, противостоящую правящей партии президента.

### Болезнь, кончина, погребение
6 октября 2020 года у него был диагностирован COVID-19, от последствий которого скончался в центральном клиническом госпитале Черногории 30 октября Литургию и отпевание возглавил патриарх Сербский Ириней, который, как предполагают, мог заразиться коронавирусной инфекцией в это время (умер 20 ноября). В ходе его похорон грубо нарушались предписанные эпидемиологические меры.
Погребён 1 ноября в крипте Воскресенского храма в Подгорице, построенного в период 30 лет, что он возглавлял Черногорско-Приморскую митрополию.